# أخطبوط على الطريقة الغاليسية

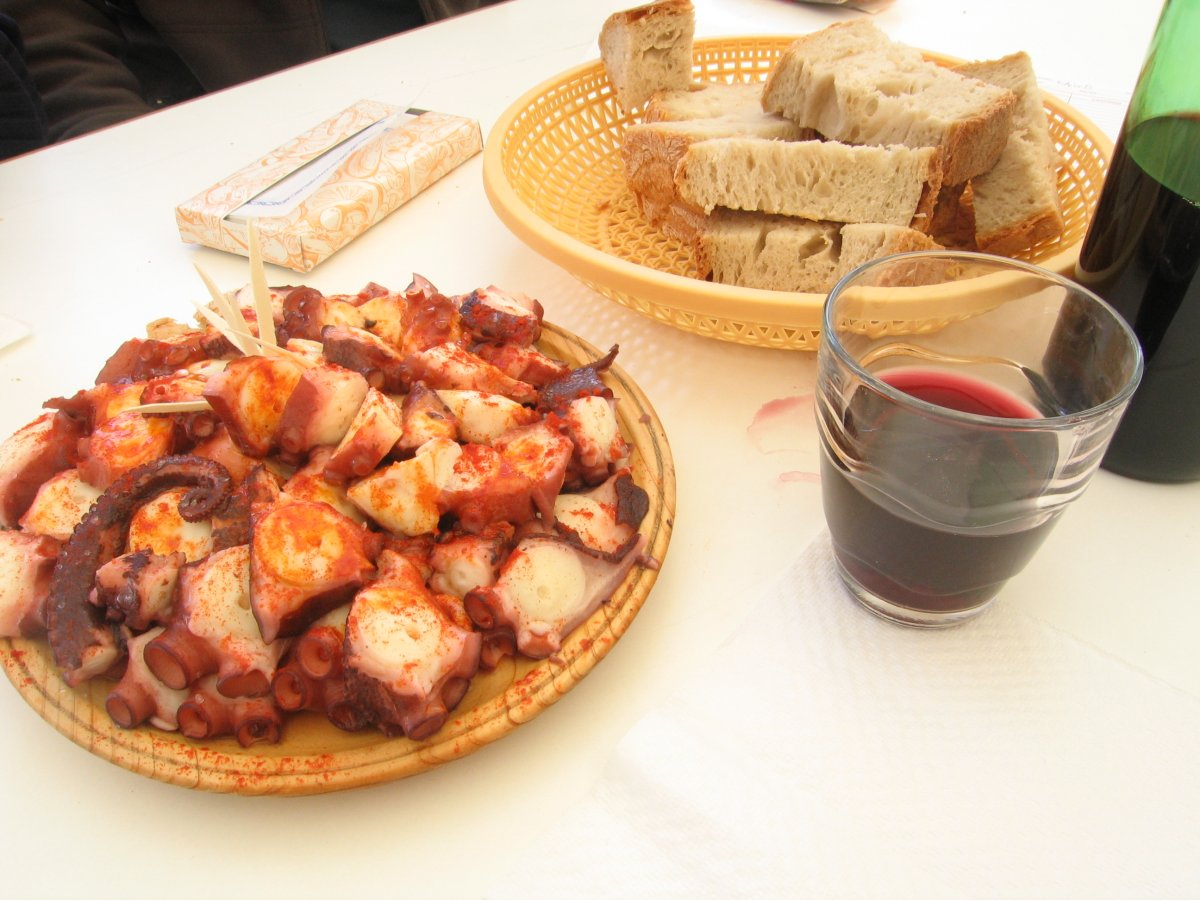
طبق الأخطبوط على الطريقة الغاليسيّة.

أخطبوط على الطريقة الغاليسية هو طبق تقليدي في غاليسيا، ومنتشر على نطاق واسع في أنحاء إسبانيا. ويتكون من الأخطبوط المطبوخ، ويقدم في الاحتفالات والمعارض. يتم طهيه في أواني نحاسية حتى تعمل على تليين اللحم، حيث تقوم النساء بطهيه في الخارج في الهواء الطلق، خصوصا في محافظة أورينس. فيما يتم طهيه في الشارع للأشخاص الذين يريدون تناوله.
وتعتبر محافظة أورينس من أفضل المناطق الإسبانية التي تقوم بإعداده، وتسمى عاصمة الأخطبوط حيث تقوم بالاحتفال به في يوم الأحد الثاني من شهر أغسطس.

## طريقة التقديم
تقطع شرائح سميكة ويرش عليها الفلفل الحلو ويخلط أحيانا بالفلفل الأحمر، ويرفق معها البطاطس المسلوقة وزيت الزيتون وأيضا النبيذ الأحمر.